# 핑둥여객운수
핑둥여객운수유한공사(영어: Ping Tung Bus, 중국어 정체자: 屏東汽車客運股份有限公司, 병음: Píng dōng qìchē kèyùn gǔfèn yǒuxiàn gōngsī)는 타이완의 버스 운수 업체이다.

## 연혁
- 1931년: 회사 설립[1]